# كريغبروس (كورنوال)
كريغبروس (بالإنجليزية: Creegbrawse)‏ هي قرية تقع في المملكة المتحدة في كورنوال.